# Petra Kaltenmorgen
Petra Kaltenmorgen (* 26. Januar 1964 in Hirschfeld, Hunsrück; † 25. Januar 2019 in Hannover) war eine deutsche Fotografin und Installationskünstlerin.

## Leben
Kaltenmorgen absolvierte von 1983 bis 1986 eine Glasmalereiausbildung. Sie studierte von 1989 bis 1995 Freie Kunst an der Fachhochschule Hannover bei Rolf Bier und Ralph Kull und war Meisterschülerin bei Heinrich Riebesehl. Ihr Schwerpunkt war die ab 1994 entwickelte fotografische Arbeit und Installation.
Von 2000 bis 2001 ging sie einem Lehrauftrag an der Fachhochschule Hannover für Künstlerische Fotografie nach, bevor sie 2003 in Australien als Gastdozentin am Victorian College of the Arts in Melbourne wirkte. In der Folge lebte und arbeitete sie als freischaffende Künstlerin in Hannover.
Rund zwei Jahre vor ihrem Tod widmete ihr das Sprengel Museum Hannover eine Ausstellung. Dabei dominierte oftmals eine schwarze Farbe im Zentrum ihrer Fotografien von Blumen, kündeten die Blumenbilder vom Geschenk des Lebens und seiner Vergänglichkeit.
Petra Kaltenmorgen starb nach langer Krankheit am 25. Januar 2019 in Hannover.

## Auszeichnungen
- 1996: Kunstpreis Künstlerische Fotografie, Landkreis Gifhorn,
- 1997: Stipendium Künstlerhaus Meinersen
- 1997: Preis des Kunstverein Hannover
- 1999: Niedersächsisches Jahresstipendium
- 2001: Barkenhoffstipendium Worpswede
- 2003: Artist and Residence am Victorian College of the Arts (VCA), Melbourne/Australien
- 2003: Stipendium der ZF-Kulturstiftung Friedrichshafen AG